# Berlin – Die Sinfonie der Großstadt
Berlin – Die Sinfonie der Großstadt ist ein deutscher experimenteller Dokumentarfilm von Walther Ruttmann, der im September 1927 in Berlin uraufgeführt wurde.

## Inhalt
Der Film beginnt mit einer Bahnfahrt: Ein von einer Dampflokomotive gezogener Schnellzug fährt durch Wiesen, Lauben- und Wohngebiete in die Stadt hinein und grenzt so das Umland von der Großstadt ab. Der Zug trifft im Anhalter Bahnhof nahe dem Stadtzentrum ein. Nach einem Schwenk über die Dächer Berlins zeigt der Film die Straßen der Stadt, immer wieder unterbrochen von der Ansicht der Turmuhr des Berliner Rathauses. Langsam füllen sich die morgendlich leeren Straßen mit Menschen auf dem Weg zur Arbeit. Allerorten wird die Arbeit aufgenommen. Immer schneller wird der Rhythmus der Stadt und des Films, und schneller auch die Blenden von den Straßen in die Fabriken und Büros. Mit dem 12-Uhr-Glockenschlag fällt die Geschwindigkeit in sich zusammen. Nach Mittagspause und Nahrungsaufnahme beginnt sie sich aber am Nachmittag erneut zu beschleunigen. Erst zum Abend hin kehren Entspannung und langsam Ruhe ein: Ruttmann zeigt auch Freizeitaktivitäten am Wasser und im Park und abends in den Vergnügungsetablissements der Stadt. Bilder eines Feuerwerks und schließlich am Nachthimmel das kreisende Licht des damals grade neu errichteten Berliner Funkturms beenden Ruttmanns Werk.

## Hintergrund
Der dokumentarische Film beschreibt einen Tag in der Großstadt Berlin, die in den 1920er Jahren einen industriellen Aufschwung erlebte, und gibt auch heute noch einen Einblick in die Lebens- und Arbeitsverhältnisse zu dieser Zeit.
Ruttmann konzipierte seinen Film als dokumentarisches Kunstwerk, das die Großstadt Berlin als lebenden Organismus darstellen soll. Im langsamen Erwachen der Stadt, in der Hektik des Tages und im langsameren Ausklingen am Abend sah er eine Analogie zu einer Sinfonie und unterstrich dies im Filmschnitt. Für die damalige Zeit ungewöhnlich, setzte Ruttmann zahlreiche kurze Schnitte ein, um die Lebendigkeit und Hektik der Stadt plastischer werden zu lassen. Als einer der ersten sinfonischen Filme nutzte Berlin – Die Sinfonie der Großstadt die Ende der 1920er Jahre entwickelte technische Möglichkeit, Filme exakt und in vielen kleinen Schnitten zu schneiden und wieder zu kleben. Auf diese Weise konnte auf die Möglichkeiten einer abwechslungsreichen Filmmusik mit filmischen Mitteln reagiert werden – und umgekehrt.
„Berlin – Die Sinfonie der Großstadt“ wurde durch die Fox-Europa-Film-Produktion (F.E.F) produziert. Diese war ein Ableger einer amerikanischen Produktionsfirma. Der Film war ein sogenannter Kontingent-Film – im Gegenzug durfte ein amerikanischer Film importiert werden.
Der Film „wurde im Juni 1927 mit einer Länge von 1.466 Metern von der Zensur freigegeben und am 23. September 1927 in Berlin uraufgeführt.“ Im deutschen Fernsehen war der Film erstmals am 14. November 1969 um 21.15 Uhr im ZDF zu sehen.

## Kritik
Siegfried Kracauer kritisierte die Oberflächlichkeit und die damit einhergehende soziale Blindheit des Films: „Während etwa in den großen russischen Filmen Säulen, Häuser, Plätze in ihrer menschlichen Bedeutung unerhört scharf klargestellt werden, reihen sich hier Fetzen aneinander, von denen keiner errät, warum sie eigentlich vorhanden sind.“

## Musik
Von Edmund Meisels Originalmusik zu dem Stummfilm ist nur eine Klavierfassung erhalten.
In den 1970er Jahren hatte zunächst der amerikanische Filmmusiker Arthur Kleiner eine Fassung der Meiselschen Vorlage für zwei Klaviere und Schlagzeug als Provisorium eingespielt.
Der Komponist Günther Becker schrieb 1982 eine solche Version aus, deren 5. Akt nochmals von Emil Gerhardt überarbeitet wurde. In dieser Form kam das Stück unter anderen in Los Angeles, London, Brüssel und Florenz zur Aufführung.
Der französische Komponist Pierre Henry hat sich in seinem monumentalen elektroakustischen Werk La Ville. Die Stadt. Metropolis Paris – Berlin (1984/1985) explizit auf den Film von Ruttmann bezogen.
1987 schrieb dann Mark-Andreas Schlingensiepen im Auftrag der Berliner Festspiele eine große Orchesterpartitur nach Meisel, die in der Berliner Waldbühne mit dem RIAS-Jugendorchester zur Aufführung kam und inzwischen beim Musikverlag Ries & Erler erschienen ist.
Anschließend veröffentlichte Schlingensiepen eine weitere Fassung für 16 Instrumentalisten, die unter anderen auch vom Klangforum Wien unter seiner Leitung gespielt wurde.
Der Fassung von Mark-Andreas Schlingensiepen folgten weitere Bearbeitungen für unterschiedliche kleinere Besetzungen von Emil Gerhard und Günther Becker, Helmut Imig sowie Hans Brandner. Sie sind ebenfalls beim Musikverlag Ries & Erler erschienen.
1993 hat Timothy Brock mit dem Olympia Chamber Orchestra Berlin – Die Sinfonie der Großstadt neu vertont. (Diese Fassung liegt der DVD-Ausgabe von 1996 zugrunde.)
Anlässlich des 80-jährigen Jubiläums der Uraufführung haben das ZDF und ARTE 2007 eine neue Orchestrierung der Originalmusik bei Bernd Thewes in Auftrag gegeben. Thewes’ Fassung klingt illustrativ-pathetischer als die von Brock. Sie wurde zusammen mit der restaurierten Fassung des Films am 24. September 2007 im Friedrichstadtpalast vom Rundfunk-Sinfonieorchester Berlin unter der Leitung von Frank Strobel uraufgeführt.
Die belgische Band We Stood Like Kings veröffentlichte 2012 den Post-Rock-Soundtrack „Berlin 1927“, den sie live zu Ruttmanns Film aufführt.
Im Mai 2016 wurde auf dem Internationalen Dokumentarfilmfestival München eine neue Komposition des Komponisten Tobias PM Schneid vorgestellt.

## Restaurierte Fassung
Der Film wurde „2007 im Bundesarchiv-Filmarchiv mit finanzieller Unterstützung durch das ZDF in Zusammenarbeit mit ARTE“ restauriert.
Die restaurierte Fassung „basiert auf einem Nitroduplikatnegativ aus Beständen des ehemaligen Reichsfilmarchivs. Dieses Material wurde um Elemente einer Kopie ergänzt, die das Bundesarchiv 1980 von der Library of Congress erwarb. Der Film hat jetzt eine Länge von 1.446 Metern.“ Die Laufzeit beträgt etwa 64 Minuten.
An die Ausstrahlung bei ARTE am 1. Dezember 2007 wurden drei experimentelle Kurztrickfilme Ruttmanns angeschlossen, die im gleichen Jahr im Filmmuseum München rekonstruiert worden waren: Ruttmann opus II 1921 mit Musik von Ludger Brümmer (2007), Ruttmann opus III 1924 in einer gekürzten Fassung mit Musik von Hanns Eisler (1927) und Ruttmann opus IV 1925 mit Musik von Sven-Ingo Koch (2007). Motive aus diesen Filmen hatte Ruttmann als Übergänge in der Sinfonie verwendet.

## Nachfolger
Im Jahr 1950 kam ein Film mit ähnlichem Namen, die Symphonie einer Weltstadt, mit Aufnahmen aus dem Jahr 1941 heraus. 2002 kam als Reminiszenz und als Fortsetzung Thomas Schadts Film Berlin: Sinfonie einer Großstadt in die Kinos, der, ebenfalls als Schwarz-Weiß-Film mit musikalischer Untermalung, wieder einen Tag der Stadt Berlin zeigt, nur 75 Jahre später. Der Film zeigt die Brüche und Wunden, die Berlin infolge des Krieges und der darauffolgenden Jahre gesellschaftlich wie im Stadtbild erlitten hat. Im Gegensatz zur Aufbruchstimmung der 1920er Jahre und dem Puls der Technik dominieren hier lange Szenen und langsame Schwenks.

## Verweise
- berlin-symphony-of-a-great-city_1928/ Berlin – Die Sinfonie der Großstadt. Der Film ist abrufbar im Internet Archive
- Berlin - Die Sinfonie der Großstadt. Nachkolorierte Version von 2020 auf YouTube
- Berlin – Die Sinfonie der Großstadt bei filmportal.de (u. a. zeitgenössische Rezensionen, Uraufführungsplakat, Zensurkarte, Fotos)
- Suche nach Die Sinfonie der Grosstadt im Online-Katalog der Staatsbibliothek zu Berlin – Preußischer Kulturbesitz [6]
- Berlin – Die Sinfonie der Großstadt bei IMDb
- Verlag für Stummfilmmusik Ries & Erler
- We Stood Like Kings „Berlin 1927“